# Gladiatrice
Gladiatrices of gladiatrixen waren vrouwen die bij de oude Romeinen als gladiator vochten. De term gladiatrices (of een andere die specifiek naar vrouwelijke gladiatoren verwijst) werd ten tijde van het Romeinse Rijk niet gebezigd. Er werd toentertijd doorgaans gebruikgemaakt van de term ludia (vrouwelijke artiesten). Het eerst bekende gebruik van de hedendaagse term dateert van 1802 als gladiatrix.

## Geschiedenis
Gladiatrices verschenen waarschijnlijk voor het eerst ten tonele tussen 40 voor Christus en 19 voor Christus (v.C.). Na de moord op Julius Caesar in 44 v.C. werden de sociale regels niet zo streng gehandhaafd, waardoor vrouwen meer vrijheden genoten. Volgens verslagen uit die tijd waren vrouwen veelal totslaafgemaakten, maar er zijn ook verslagen, zoals die van keizer Tacitus, die benoemen dat sommige edele vrouwen er zelf voor kozen om gladiator te worden. Volgens David Potter, professor klassieke studies aan de Universiteit van Michigan, had het naast slavernij en status ook te maken met sociaal protest: sommige vrouwen wilden zich afzetten tegen de geldende standaarden, oftewel het systeem van sociale klassen..
Suetonius schreef in zijn biografieën dat Domitianus vrouwen gedurende de avond bij het licht van brandende fakkels liet vechten. Publius Cornelius Tacitus maakte daar eveneens melding van, en bovendien zou de keizer zelfs vrouwen tegen dwergen hebben laten vechten. Ook keizer Nero zou dergelijke gevechten hebben georganiseerd. Volgens de Canadese geleerde Stephen Brunet berustte gevechten tussen gladiatrices en dwergen echter op fictie. Desalniettemin was het laten vechten van vrouwen niet geheel zonder controverse: zo vaardigde keizer Augustus in 22 v.C. een senatus consultum uit, waarin hij een gevechtsverbod oplegde aan vrouwen met een hogere sociale status. In 200 na Christus (n.C.) trok keizer Septimius Severus dit verder door en verbood per onmiddellijke ingang álle vrouwen om nog deel te nemen aan gladiatorgevechten.

## Vondsten

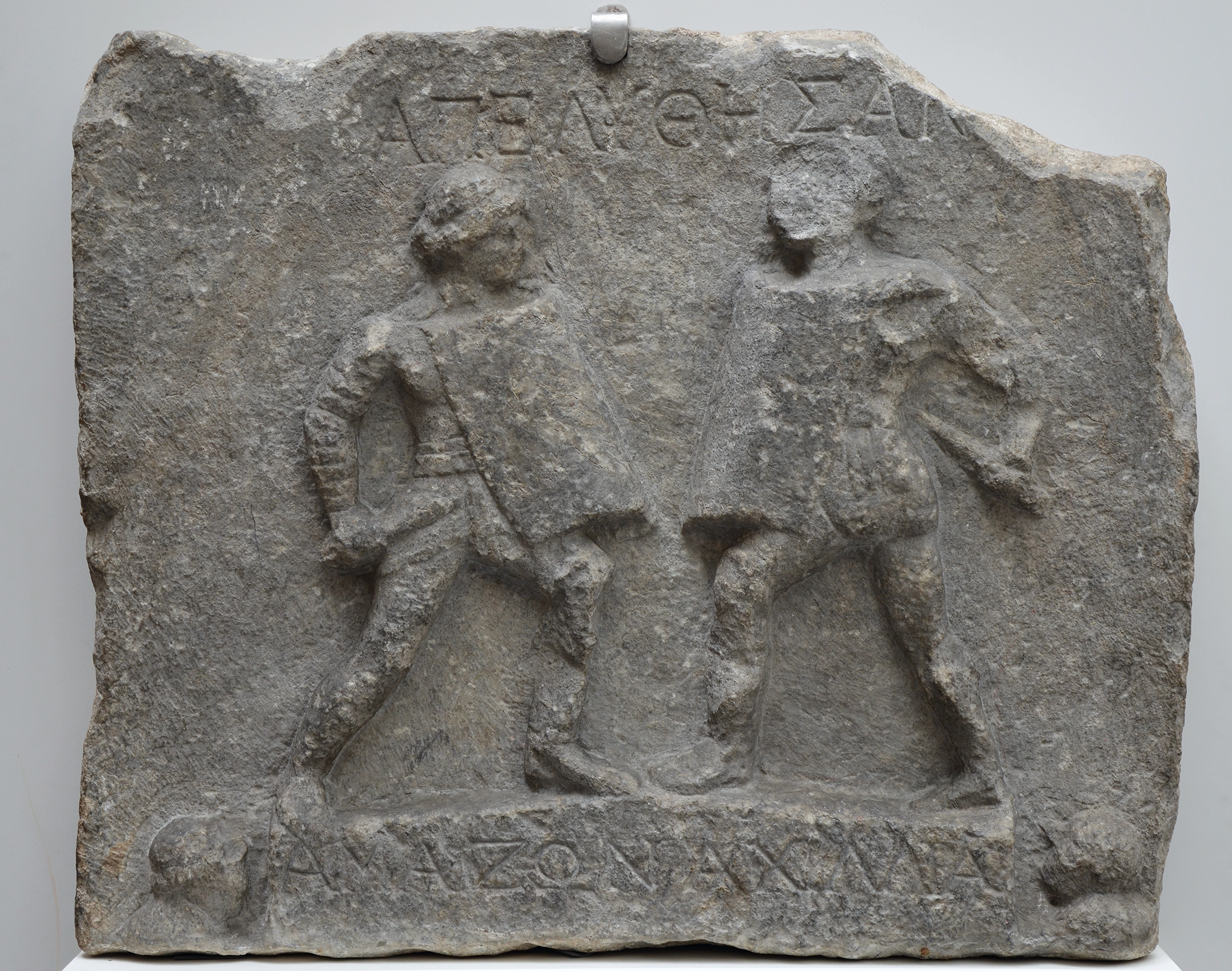
Marmeren reliëf met vrouwelijke gladiatoren uit de eerste of tweede eeuw na Christus

In het British Museum is een marmeren reliëf tentoongesteld waarop twee vrouwelijke gladiatoren staan afgebeeld. Het reliëf is afkomstig uit Halicarnassus, het huidige Bodrum (Turkije). Onder de meeste historici bestaat consensus dat de afbeelding twee vrouwen tijdens een gevecht toont, maar volgens professor Kathleen Coleman zouden het twee vrouwelijke gladiatoren na afloop daarvan zijn, die zich voorbereiden op het volgende gevecht. Ook stelt ze dat de vrouwen Achilia en Amazon zouden hebben geheten, verwijzend naar respectievelijk Achilles en Penthesilea. De vrouwen moeten volgens haar mythologische gevechten hebben geënsceneerd.
In het Museum für Kunst und Gewerbein in Duitsland is eveneens kunst te bewonderen, te weten een standbeeld van een vrouwelijke gladiator in overwinningspose. In de voormalige havenstad Ostia werd een inscriptie uit de derde eeuw gevonden, waarop stond dat Hostilianus “de eerste in de stad was die vrouwen tegen elkaar liet vechten”.
Ten slotte is in Engeland mogelijk bewijs gevonden dat er gladiatrices vochten. In Southwark werd in 1996 een ommuurd grafveld uit de eerste eeuw blootgelegd. Buiten de muren was een crematiegraf, waarin de resten van een vrouw werden aangetroffen. Forensisch onderzoekers vermoedden dat het om een gladiatrice ging.